# Sarcinodes restitutaria
Sarcinodes restitutaria là một loài bướm đêm trong họ Geometridae.